# 216e régiment d'artillerie
Le 216e régiment d'artillerie (216e RA) est une unité de l'armée française.

## Création et différentes dénominations
- Artillerie divisionnaire de la 63e division d'infanterie (AD/63)[1]
- 216e régiment d'artillerie de campagne : avril 1917 - 1919[1]
- 216e régiment d'artillerie lourde divisionnaire : 1939-1940

## Chefs de corps
- 3 septembre 1939 – 04/1940 : Lieutenant-colonel Faucher[réf. souhaitée]
- avril 1940 – 28 mai 1940 : Colonel Monne[2]

## Historique des garnisons, combats et batailles du216erégiment d'artillerie

### Première Guerre mondiale
Le régiment est formé par changement de nom de l'artillerie divisionnaire de la 63e division d'infanterie. Formée en 1914, l'AD/63 est constituée d'un groupe d'artillerie du 16e régiment d'artillerie de campagne (16e RAC), d'un groupe du 36e RAC et d'un groupe du 53e RAC.
- 1917: Verdun, Cote 344[1]
- 1918: Cote 141[3], Saponay[1]

### Entre-deux-guerres
Les soldats quittent le régiment en février 1919, qui est finalement dissout le 1er août 1919.

### Seconde Guerre mondiale
Le 216e RALD, formé par dédoublement du 16e régiment d'artillerie, est rattaché comme ce dernier à la 25e division d'infanterie motorisée.

#### Batailles et combats
- 1940 :
  - 25 au 30 mai 1940 Poche de Lille

## Étendard

Dessin du drapeau du.

Il porte, cousues en lettres d'or dans ses plis, les inscriptions suivantes :
- Verdun 1916-1917
- Soissonnais 1918

## Sources et bibliographie